# 苏基丁·沙烈
苏基丁·沙烈（1966年11月17日—），出生於馬來西亞霹雳州吉辇县巴里文打，是一位足球裁判，也是该国首位被国际足联选为裁判的马来西亚人，於2010年世界盃足球賽担任主球證。

## 生涯
苏基丁原为一名普通教师，不会踢球。1988年于吉打米都亚罗士打技职学院任教时被校方安排为足球队的助理教练，而当时该队的足球教练是哥打士打县裁判协会主席，邀请了他参加集训过程，7年内在各项赛事担任裁判。1996年他就已经取得马来西亚足球协会承认的裁判资格，并在1996年至99年期间获得机会成为国际足联裁判。
1998年他转至槟城高渊技职学院任教，遇上名裁判莫哈末纳兹里阿都拉，教会他许多知识。苏基丁於2000年起開始為國際賽事執法，并在2002年国际足联伊拉克与尼泊尔的世界杯资格赛记录了5名并将一名球员逐出场。2004年北京亚洲杯（日本對约旦）8强两队陷入点球战时因日本队受场地因素影响而指令更换场地，在当时引起很多争议，直到2005年国际足联发出新版规则时，解释有关更换场地的决定，并支持他的判决符合比赛资格。
2006年，苏基丁差点入选德国世界杯裁判阵容。2007年，他先後為世青盃的三場球場執法，當中包括兩場分組賽（巴拿馬對阿根廷、蘇格蘭對哥斯達黎加）和一場16強賽事（智利對葡萄牙）。在這場16強球賽中，苏基丁把三位葡萄牙球員逐走。
2010年6月，苏基丁在南非世界盃担任候补裁判。2011年8月卡塔尔亚洲杯后退休。不过他一年后成为国际足联裁判技术指导。

## 参与联赛
- 2002年老虎杯（英语：2002 Tiger Cup）
- 2004年夏季奥林匹克运动会足球赛
- 2004年亞足聯亞洲盃
- 2005年國際足協U-17世界錦標賽
- 2006年世界冠軍球會盃
- 2007年國際足協U-20世界盃
- 2008年東南亞足球錦標賽
- 2009年國際足協U-20世界盃
- 2010年國際足協世界盃
- 2011年亞足聯亞洲盃